# Catharisa cerina
Catharisa cerina är en fjärilsart som beskrevs av Jordan 1911. Catharisa cerina ingår i släktet Catharisa och familjen påfågelsspinnare. Inga underarter finns listade i Catalogue of Life.